# Liste der Stadtbezirke von Tianjin

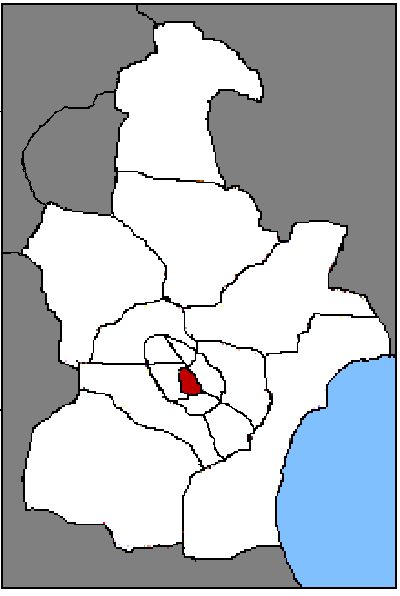
Das administrative Stadtgebiet von Tianjin – im Zentrum die Kernstadt von Tianjin mit dem Stadtbezirk Heping

Die Liste der Stadtbezirke von Tianjin bietet einen Überblick über die Einwohnerzahl der Stadtbezirke der chinesischen Stadt Tianjin. Aufgeführt sind auch die Fläche, die Bevölkerungsdichte und die Lage des Bezirkes in der Stadt Tianjin.
Die regierungsunmittelbare Stadt Tianjin in der Volksrepublik China gliedert sich in 13 Stadtbezirke und drei Kreise. Das Verwaltungsgebiet Tianjins stellt kein zusammenhängendes Stadtgebiet dar, sondern wäre mit seiner außerhalb der Kernstadt (hohe Bebauungsdichte und geschlossene Ortsform) dominierenden ländlichen Siedlungsstruktur eher mit einer kleinen Provinz vergleichbar.

## Stadtgliederung

### Innenstadt
Die Kernstadt teilt sich in sechs Stadtbezirke. Diese sind:
- Heping (和平区 Hèpíng Qū),
- Hexi (河西区 Héxī Qū),
- Hebei (河北区 Héběi Qū),
- Nankai (南开区 Nánkāi Qū),
- Hedong (河东区 Hédōng Qū),
- Hongqiao (红桥区 Hōngqiáo Qū).

### Küstennahe Peripherie
Ein Stadtbezirk liegt an der Küste in den ländlichen Gebieten außerhalb der Kernstadt. Dabei handelt es sich um den „Neuen Stadtbezirk“
- Binhai (滨海区 Bīnhaǐ Xīnqū, gegründet: 1. Januar 2010).

Er setzt sich aus den ehemaligen Stadtbezirken Tanggu (塘沽区 Tánggū Qū), Hangu (汉沽区 Hàngū Qū) und Dagang (大港区 Dàgǎng Qū) zusammen, die am 31. Dezember 2009 aufgelöst wurden.

### Peripherie
Vier Stadtbezirke befinden sich landeinwärts in den Vorstädten und ländlichen Regionen; diese sind:
- Jinnan (津南区 Jīnnán Qū),
- Dongli (东丽区 Dōnglì Qū),
- Xiqing (西青区 Xīqīng Qū),
- Beichen (北辰区 Běichén Qū).

### Ländliche Umgebung
Fünf Stadtbezirke liegen weiter entfernt von der Innenstadt in den ländlichen Gebieten außerhalb der Kernstadt; diese sind:
- Stadtbezirk Baodi (宝坻区 Bǎodǐ Qū) – Landkreis bis 2001,
- Stadtbezirk Wuqing (武清区 Wǔqīng Qū) – Landkreis bis 2000,
- Stadtbezirk Jizhou (蓟州区 Jìzhōu Qū) – Landkreis bis 2016,
- Stadtbezirk Jinghai (静海区 Jìnghǎi Qū) – Landkreis bis 2015,
- Stadtbezirk Ninghe (宁河区 Nínghé Qū) – Landkreis bis 2015.

## Tabelle der Stadtbezirke
Die Einwohnerzahlen in der folgenden Tabelle sind eine Schätzung von Tianjin Statistics Information Network für den 31. Dezember 2002. Aufgeführt sind die Bewohner mit Hauptwohnsitz in Tianjin.
| Transkription | Chinesisch | Fläche pro km² | Einwohner | Ew./km² | Karte |
| ------------- | ---------- | -------------- | --------- | ------- | ----- |
| Baodi         | 宝坻区     | 1.509,8        | 649.800   | 430     |       |
| Beichen       | 北辰区     | 478,6          | 319.800   | 668     |       |
| Binhai        | 滨海区     | 2.256,9        | 997.800   | 442     |       |
| Dongli        | 东丽区     | 477,0          | 308.300   | 646     |       |
| Hebei         | 河北区     | 27,0           | 609.900   | 22.589  |       |
| Hedong        | 河东区     | 39,0           | 657.700   | 16.864  |       |
| Heping        | 和平区     | 10,0           | 439.500   | 43.950  |       |
| Hexi          | 河西区     | 37,0           | 712.700   | 19.262  |       |
| Hongqiao      | 红桥区     | 21,3           | 556.700   | 26.136  |       |
| Ji            | 蓟县       | 1.589,4        | 800.000   | 503     |       |
| Jinghai       | 静海县     | 1.479,6        | 508.600   | 343     |       |
| Jinnan        | 津南区     | 420,7          | 394.900   | 939     |       |
| Nankai        | 南开区     | 40,6           | 779.600   | 19.202  |       |
| Ninghe        | 宁河县     | 1.429,8        | 359.800   | 252     |       |
| Wuqing        | 武清区     | 1.573,5        | 805.700   | 512     |       |
| Xiqing        | 西青区     | 563,1          | 306.000   | 543     |       |
| Tianjin       | 天津市     | 11.944,5       | 9.190.500 | 769     |       |